# Amsteldijk (Amsterdam)
De Amsteldijk is een dijk in Amsterdam en ligt op de westelijke (linker) oever van de Amstel. De straat op het gedeelte tussen het Muntplein en de Singelgracht heet gewoon 'Amstel'. Ten zuiden van de Singelgracht heet het 'Amsteldijk'. Er is geen directe verbinding tussen de Amstel (als straat) en Amsteldijk. De Amsteldijk ligt in zijn geheel in het stadsdeel Amsterdam-Zuid, waarvan de Amstel de oostelijke begrenzing is. Van noord naar zuid voert de Amsteldijk langs De Pijp en de Rivierenbuurt. De belangrijkste kruisingen zijn die met de Ceintuurbaan en de Vrijheidslaan. Verder zuidelijk gaan de autowegen A2 (of Nieuwe Utrechtseweg) en de A10 over de Amsteldijk heen.
De Amsteldijk bevindt zich buiten de vroegere stadsmuren van Amsterdam en tot 1896 lag zelfs alleen het gedeelte ten noorden van de huidige Ceintuurbaan binnen de gemeentegrenzen (het overige deel lag in de gemeente Nieuwer-Amstel, het huidige Amstelveen). Voorheen werd de Amsteldijk "Utrechtsezijde" genoemd, welke benaming nog tot rond het begin van de twintigste eeuw werd gebruikt, ook nadat "Amsteldijk" als officiële naam was vastgesteld. Bij het begin van de Amsteldijk (gezien vanuit de stad) vertrok vroeger de trekschuit naar Utrecht. De trekschuit naar Weesp vertrok op de andere oever; hier ligt de nog steeds zo geheten Weesperzijde.
In 1940 waren er plannen de gebouwen aan de Amsteldijk tot aan de Govert Flinckstraat te slopen. Er zou in het blok gevormd door Amsteldijk, Govert Flinkcstraat, Van Woustraat en Stadhouderskade plaats gemaakt worden voor een nieuw stadhuis aan en met uitzicht op de Amstel. De Tweede Wereldoorlog is er waarschijnlijk de oorzaak van dat het plan in de prullenmand belandde.
Aan de Amsteldijk zijn (van noord naar zuid) te vinden:
- het vroegere Raadhuis van Nieuwer-Amstel, waarin van 1915 tot 2007 het Gemeentearchief van Amsterdam gevestigd was,
- de P.L. Kramerbrug,
- het Botenhuis van Nereus en het beeld Nereus op zeepaard van Nic Jonk
- de remise Lekstraat (achterzijde)
- het kantoorgebouw Rivierstaete,
- het Martin Luther Kingpark,
- de begraafplaats Zorgvlied en
- de Riekermolen met het standbeeld van Rembrandt nabij de Kalfjeslaan
- Toegangspoort Aemstel Schooltuinen achter genoemd beeld van Rembrandt.

Het Amstelveense gedeelte van de dijk heet direct ten zuiden van de Kalfjeslaan, tot aan de brug van Ouderkerk, Amsteldijk Noord. Verderop, ten zuiden van Ouderkerk wordt dit Amsteldijk Zuid.

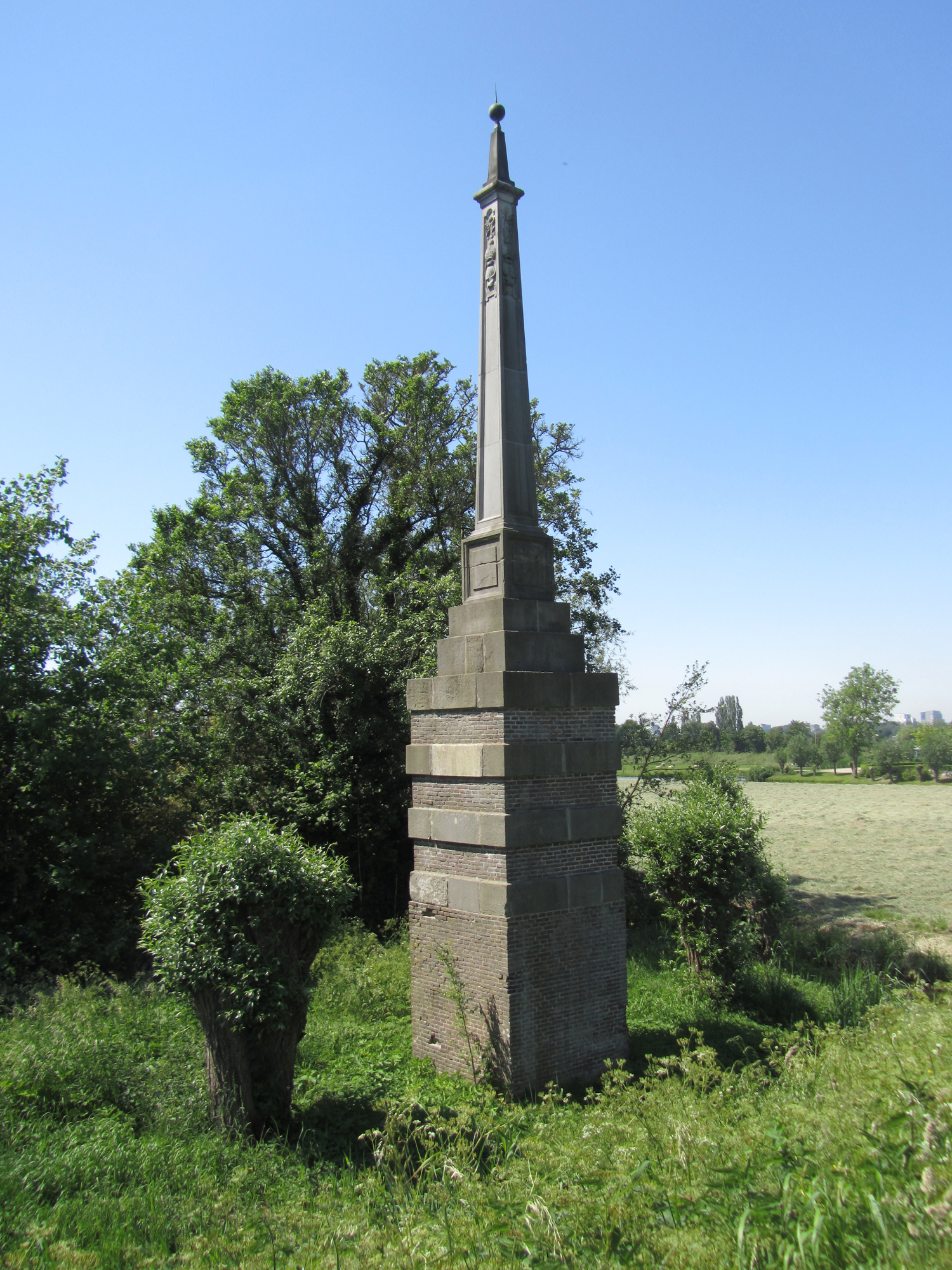
Banpaal, grens Amsterdam/Amstelveen
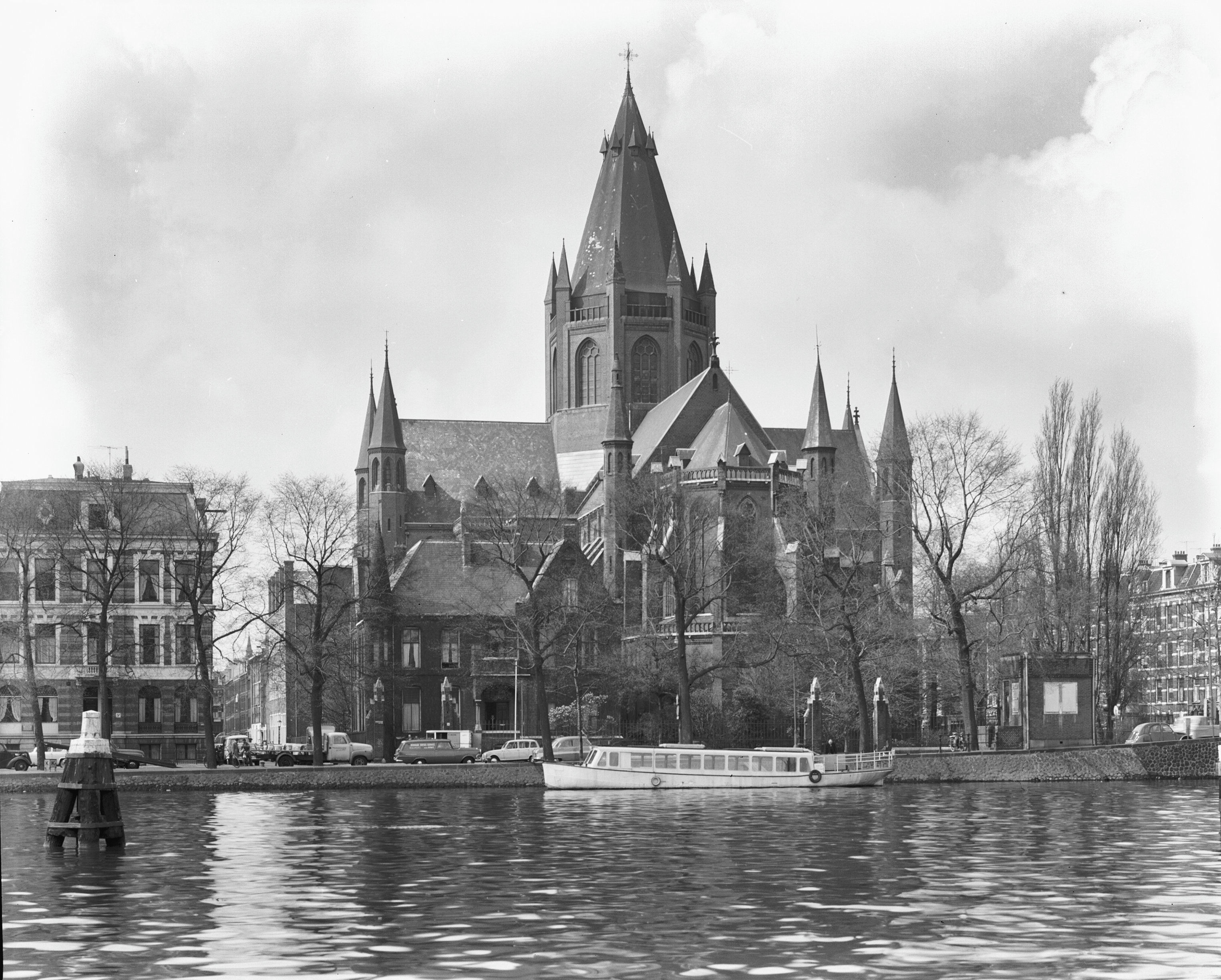
Sint-Willibrorduskerk buiten de Veste